# جوليان سيرانو
جوليان سيرانو (بالفرنسية: Julien Serrano) (13 فبراير 1998 في فرنسا - ) هو لاعب كرة قدم فرنسي في مركز الدفاع، لعب مع نادي موناكو. وقع أول عقد احترافي له في 20 يوليو 2017 مع نادي موناكو إلى غاية 2020 ، حيث بدأ مسيرته الاحترافية مع موناكو ضد نادي غانغون (3-1) في الدوري الفرنسي يوم 21 أبريل 2018..

## جوائز
- كأس غامبارديلا (en)
  - فاز في 2015-2016 مع نادي موناكو

## وصلات خارجية
- جوليان سيرانو على موقع الاتحاد الأوربي (الإنجليزية)
- جوليان سيرانو على موقع رابطة كرة القدم الفرنسية للمحترفين (الإنجليزية)
- جوليان سيرانو على موقع قاعدة بيانات كرة القدم.إي يو (الإنجليزية)
- جوليان سيرانو على موقع ليكيب (الفرنسية)
- جوليان سيرانو على موقع Soccerway.com (الإنجليزية)
- جوليان سيرانو على موقع عالم كرة القدم.نت (الإنجليزية)
- جوليان سيرانو على موقع AS.com (الإسبانية)